# Ritsuryō
 (octobre 2014).
Si vous disposez d'ouvrages ou d'articles de référence ou si vous connaissez des sites web de qualité traitant du thème abordé ici, merci de compléter l'article en donnant les références utiles à sa vérifiabilité et en les liant à la section « Notes et références ».
Le ritsuryō (律令) est l'ancien système de lois du Japon antique basé sur le confucianisme et sur le légisme venus de Chine. Le système politique qui en découle est appelé ritsuryō-sei (律令制). On désigne par kyaku (格) les amendements du ritsuryō et par shiki (式) ses différentes promulgations.
Le ritsuryō définit à la fois un code pénal (律, ritsu) et un code administratif (令, ryō).
À la fin de la période Asuka (fin du VIe siècle-710) et pendant la période Nara (710-794), la cour impériale, qui tentait alors de reproduire le système politique rigoureux de la Chine des Tang, créa et enrichit certains volumes du ritsuryō, en s'inspirant partiellement du code Tang. Ainsi, en 645, la réforme de Taika (大化の改新, Taika no kaishin) fut le premier texte codifiant ce nouveau système.
Les principaux textes formant le ritsuryō sont :
- le Ōmi-ryō (近江令?, rédigé en 669) comportant 22 volumes de code administratif et dont l'existence est discutée ;
- le Asuka-kiyomihara-ryō (飛鳥浄御原令?, rédigé en 689) comportant 22 volumes de code administratif supplémentaires ;
- le Taihō-ritsuryō (大宝律令?, rédigé en 701) dont l'importance est majeure, contenant 11 volumes de code administratif et 6 volumes de code pénal ;
- le Yōrō-ritsuryō (養老律令?, rédigé en 720 et promulgué en 757) contenant 10 volumes de code administratif et 10 volumes de code pénal. Cela constitue une version révisée du Taihō-ritsuryō.

## Principaux aménagements

### Gouvernement et administration
Ce nouveau système organise le pays en plusieurs « divisions administratives » :
- kuni (国?, « province ») formant le gokishichidō (五畿七道?, « cinq provinces et sept chemins ») et elles-mêmes divisées en :
  - kori (郡?, « district ») divisés à leur tour en :
    - ri (里?, approximativement « village »).

Plus tard, une nouvelle division appelée go (郷, approximativement « canton ») fut créée entre les kori et les ri.
Ce système mit en place un « gouvernement administratif centralisé » avec, à sa tête, l'empereur. Deux institutions furent créées :
- le jingi-kan (神祇官?, « département du Culte »), chargé des rites et du clergé ;
- le daijō-kan (太政官?, « département d'État ») divisé en huit ministères.

Les postes de ces institutions publiques étaient tous divisés en « quatre grades » (四等官, shitōkan) : kami (長官), suke (次官), jō (判官) et sakan (主典). Parallèlement, une hiérarchie globale est introduite pour tous ces offices avec une trentaine de « rangs » (官位, kan'i), réglant strictement l'accès des différents offices aux différents rangs.
Cette hiérarchie était censée fonctionner « au mérite », mais les enfants des plus hauts fonctionnaires étaient néanmoins nommés directement à un poste d'un rang supérieur à la normale. Ce type de « promotion » (蔭位の制, on'i no sei) existait déjà dans la loi des Tang, mais dans le ritsuryō, les rangs pour lesquels il s'appliquait étaient plus élevés, tout comme les rangs qu'obtenaient les enfants de ces dignitaires.
Furent également mis en place :
- un recensement des citoyens (戸籍, koseki?) réactualisé tous les ans ;
- un projet annuel sur les taxes à percevoir (計帳, keichō?) ;
- un système de taxes basées sur le keichō (租庸調, soyōchō?) et prélevées sur les récoltes de riz et sur différents produits locaux (coton, sel, tissus…) envoyés vers la capitale ;
- des corvées au niveau local ordonnées par le kokushi (国司?), des corvées à la capitale (bien que ces corvées pussent être remplacées par l'envoi de marchandises diverses) et un service militaire.

### Code pénal
Un système pénal fut créé, avec cinq niveaux de peines :
- chi (笞) : fouet ;
- jō (杖) : bastonnade ;
- zu (徒) : emprisonnement ;
- ru (流) : exil ;
- shi (死) : peine de mort.

Sont également définis huit crimes pour lesquels la peine de mort était inévitable, même pour les plus grands aristocrates (tentative d'assassinat sur la personne de l'empereur ou d'un des membres de sa famille, etc.). Ceux-ci sont tirés des Dix Abominations du code Tang, mais deux crimes relatifs à la perturbation de la structure de la famille ont été supprimés (l'adultère notamment).

### Handen shūju
Les terres ainsi que les citoyens était considérés comme « propriété publique » (公地公民, kōchikōmin). L'un des piliers du ritsuryō fut l'introduction du système du handen shūju sei (班田収受制, « système de répartition des terres agricoles ») inspiré du kinden sei (均田制, « système des champs équitables ») alors en place en Chine. Le handen-shūju régulait la propriété des terres arables.
À partir des données du recensement, chaque citoyen de plus de 6 ans se voyait attribuer un « champ public » soumis à une taxe (environ 3 % des récoltes). La superficie de chaque champ valait 2 kai (environ 20 ares) pour les hommes et deux tiers de cette valeur pour les femmes (les shinuhi et les kenin ne se voyaient cependant attribuer qu'un tiers de cette surface). Les champs étaient restitués à l'État à la mort de l'allocataire. Les terrains appartenant aux temples et aux autres lieux de culte étaient exempts de taxes. Les restitutions et la redistribution des terres avaient lieu tous les 6 ans.

### Castes
La population était divisée en deux castes :
- les ryōmin (良民?, « bons citoyens ») répartis en quatre sous-castes ;
- les senmin (賤民?, « humbles citoyens ») répartis en cinq sous-castes et dont le statut est relativement proche de celui des esclaves.

Les citoyens portaient des vêtements de différentes couleurs en fonction de leur caste.

## Évolution de l'application duritsuryō
De nombreuses modifications furent apportées à ce système au fil des années. Pour promouvoir l'agriculture, une loi accordant la propriété des nouvelles terres arables pour trois générations fut promulguée en 723, sanzei isshin hō (三世一身法), puis une autre accordant cette propriété sans limites en 743, konden eisei shizai hō (墾田永年私財法). Ceci conduisit à l'apparition de grands domaines privés, les premiers shōen (荘園).
L'application stricte du système du handen shūju déclina au cours des VIIIe et IXe siècles. Pour tenter de maintenir ce système en place, la durée entre chaque restitution/redistribution fut étendue à douze ans sous le règne de l'empereur Kanmu. Au début de la période Heian, ce système n'était presque plus appliqué. Les dernières restitutions/redistributions se déroulèrent entre 902 et 903.
Le système des castes fut de moins en moins respecté. Certains ryōmin voulaient se marier avec des senmin pour échapper aux taxes et les enfants nés de telles unions devinrent ryōmin. À la fin du IXe siècle, ce système fut pratiquement vidé de sa substance.
L'accès héréditaire aux plus hautes fonctions de l'État conduisit à un monopole d'un nombre restreint de grandes familles sur les postes-clés du gouvernement, parmi lesquelles les clans Fujiwara, Minamoto, Taira et Tachibana.